# Jocheu mecanic

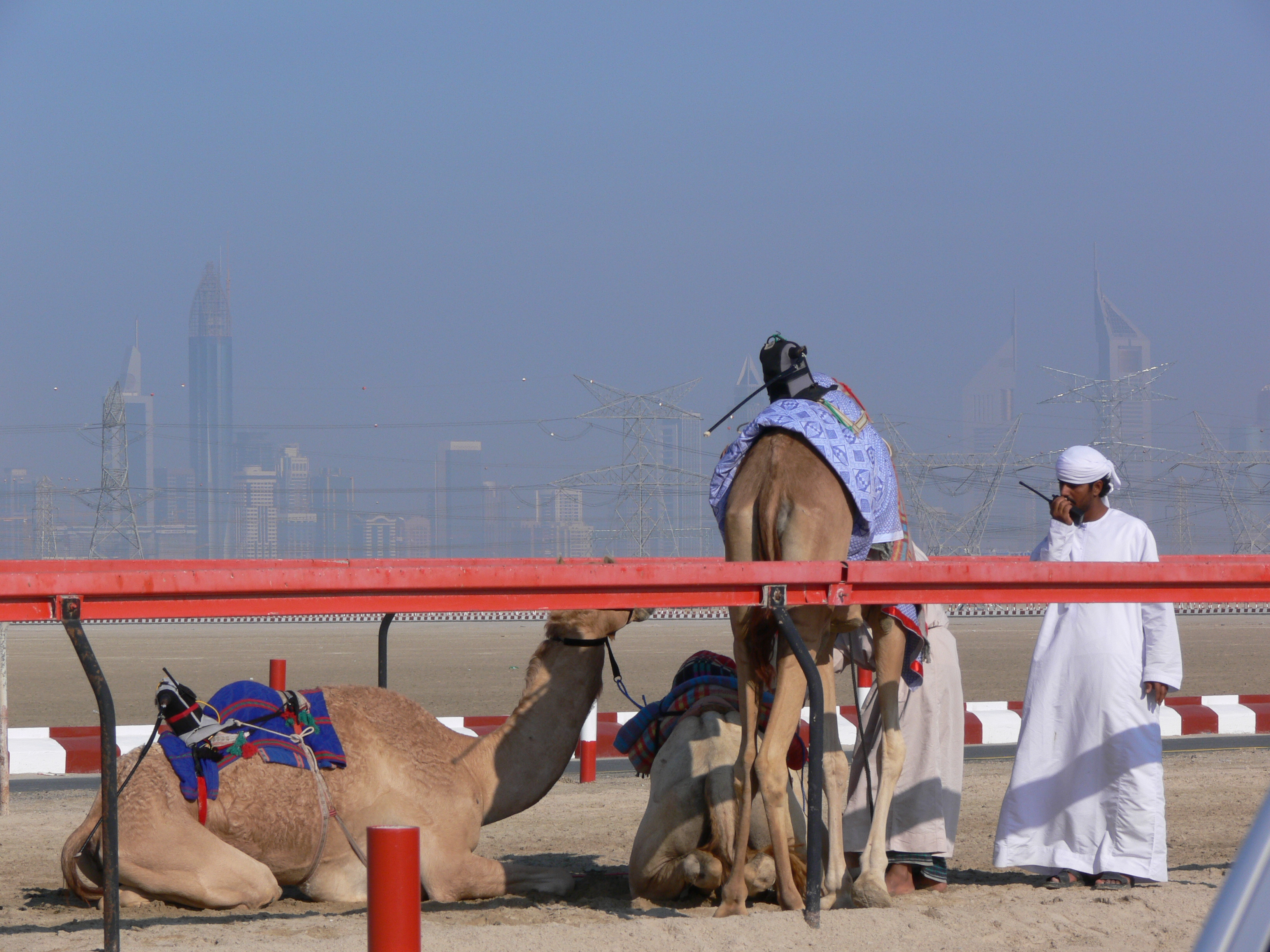
Cămile montate cu jochei mecanici

Un jocheu mecanic este frecvent folosit pe cămilă,într-o cursă de cămile,ca un înlocuitor pentru jocheu uman.Această măsură survine pe fondul criticilor exprimate pe plan internațional în legătură cu folosirea unor jochei foarte tineri la cursele de cămile, competiții adesea periculoase.

## Jocheu uman
Cursele de cămile reprezintă unul din sporturile tradiționale în Emiratele Arabe Unite și o parte importantă a patrimoniului regiunii.Problema copiilor-jocheu a fost una stânjenitoare pentru Emirate.
Grupurile pentru drepturile omului au protestat faptul că un număr semnificativ de copii, aduși pentru a lucra ca jochei, din țări precum Afganistan, Bangladesh, Iran, Pakistan și Sudan, sunt răpiți sau cumpărați de la familiile sărace și adăpostiți în condiții umilitoare.
Aceste organizatii afirmă că băieții ar fi ținuți în condiții îngrozitoare, ca la închisoare, și ar fi în mod deliberat subalimentați ca să nu fie prea grei și cămilele să poată alerga mai repede.Nu este nefiresc ca aceștia în timpul curselor să se rănească grav.

### Decizia privind copiii-jocheu
Emirul din Qatar, șeicul Hamad bin Khalifa Al Thani, a interzis folosirea copiilor-jocheu în 2005 și a stabilit ca în toate cursele de cămile să fie folosit jocheu mecanic.

## Dezvoltare

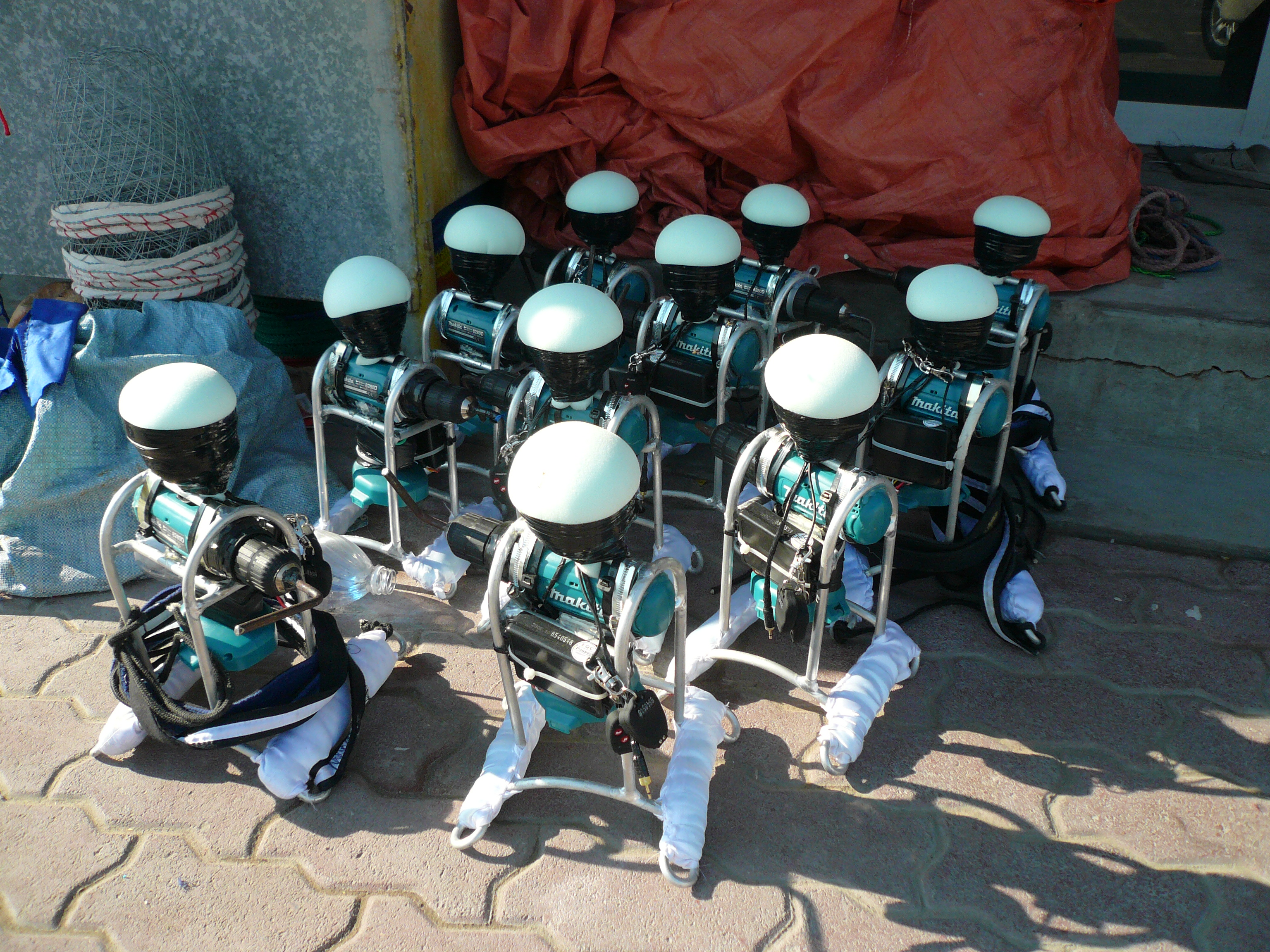
Jochei mecanici

Guvernul din Qatar a inițiat dezvoltarea de roboți de la începutul anului 2001. Primul model de succes a fost făcut în 2003.Designul include cât mai multe caracteristici umane, cum ar fi, o față manechin, ochelari de soare, pălării, mătăsuri și chiar parfumuri tradiționale folosite de jochei umani.Robotul poate monitoriza și transmite viteza și ritmul cardiac al cămilei
Prima cursă oficială în care s-au folosit jochei mecanici a fost realizată în Qatar, în anul 2005.

## Utilizare
Jocheu mecanic cântărește puțin și primește comenzi de la instructor prin intermediul unui sistem de telecomandă fixat pe spinarea cămilei.Se potrivește într-o șa special concepută și are două brațe care se pot manevra.Cu brațul drept se poate biciui cămila în diferite locuri, care, în funcție de modul în care a fost instruită, răspunde la diferite comenzi.
În timpul cursei, jocheu mecanic răspunde la comenzile trimise prin control radio. Pentru a se evita ciocnirea cămilelor, persoana aflată la comandă trebuie să urmărească cursa cu ajutorul unui vehicul și să controleze cămila pe toată durata ei cu ajutorul jocheului.